# Пйотр Стшижевський
Пйотр Стшижевський (пол. Piotr Strzyżewski; 29 червня 1777 — 6 січня 1854) — польський військовик, командир пронаполенівського Тернопільського ополчення.
Батько — Яцек Стшижевський, мати — дружина батька Вікторія Катерля гербу Порай. На початку червня 1809 року взяв Тернопіль. На чолі військового загону оволодів містом Монастириськами в 1809 році, зокрема, перебував тут під час укладення Шенбруннського миру. 
Дружина — донька Северина Антонія Потоцького Емма.

## Зауваги
1. ↑  Іноді фігурує як Стшижовський (пол. Strzyżowski).